# Tosa Nikki

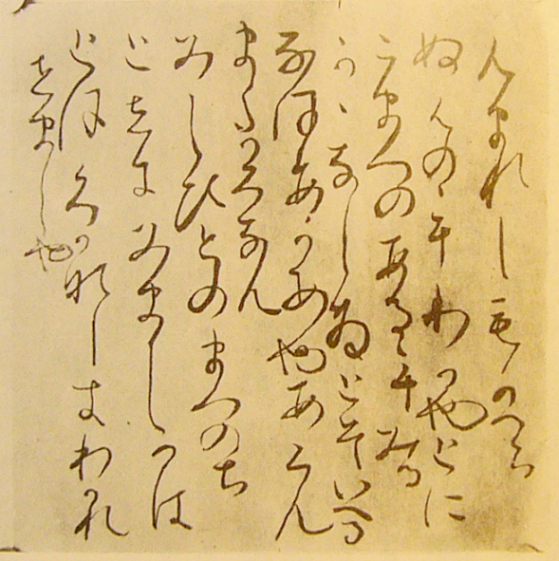
Tosa Nikki fielmente copiado por Fujiwara no Teika (1162-1241) (Museo de las Colecciones Imperiales).

El Tosa Nikki (土佐日記?  Diario de Tosa) es un diario poético escrito de forma anónima por el poeta japonés del siglo X Ki no Tsurayuki. El texto detalla un viaje de 55 días en el año 935 regresando a Kioto desde la provincia de Tosa, donde Tsurayuki había sido gobernador provincial. El relato en prosa del viaje está marcado por poemas japoneses, supuestamente compuestos en el acto por los personajes.

## Diario
El Tosa Nikki es el primer ejemplo notable del diario japonés como literatura. Hasta ese momento, la palabra «diario» (nikki) denotaba registros oficiales de asuntos gubernamentales o familiares, escritos por hombres en chino. Por el contrario, el Tosa Nikki está escrito en japonés, utilizando caracteres fonéticos kana. Los hombres alfabetizados de la época escribían tanto en kana como en chino, pero a las mujeres normalmente no se les enseñaba el último, ya que estaban restringidas a la literatura kana. Al enmarcar el diario en el punto de vista de una narradora ficticia, Tsurayuki pudo evitar emplear caracteres chinos o citar poemas chinos, centrándose en cambio en la estética del idioma japonés y su poesía.

## Poesía de viaje
El Tosa Nikki es a menudo asociado con los poemas de viaje (kiryoka, como los recopilados en Man'yōshū), así como con los utamakura y utanikki. Estos textos constituyen el diario de viajes japonés que, como género literario, se considera inseparable de la poesía. Estos siguen la tradición de tejer poemas y el uso de narraciones introductorias escritas en una estructura lógica. Al igual que otros poemas del género, el Tosa Nikki también exploró la importancia del paisaje y los poemas escritos sobre él. El Tosa Nikki sería luego aludido por otros poemas como el maeku.